# Kristy McNichol
Christina Ann McNichol, detta Kristy (Los Angeles, 11 settembre 1962), è un'attrice e cantante statunitense, nota per aver partecipato da ragazza alla serie TV In casa Lawrence.

## Biografia
Inizia la sua carriera come attrice bambina con apparizioni in serie TV come Starsky & Hutch (1975) e La donna bionica (1976). Il suo primo ruolo regolare in una serie è quello di Patricia Apple in Apple's Way (1974-1975). L'anno seguente viene  lanciata nell'acclamata serie In casa Lawrence, grazie alla quale  ottiene due Premi Emmy (1976 e 1978, candidata anche nel 1977 e nel 1979) e la candidatura ai Golden Globe televisivi nel 1979. Ottiene nuovamente una candidatura ai Golden Globe nel 1982 grazie alla partecipazione a Solo quando rido.
Nel periodo 1988-1995 interpreta il ruolo di Barbara Weston nella serie televisiva Il cane di papà. Nel 1998 prende parte come doppiatrice alla serie televisiva d'animazione Invasion America. I suoi crediti cinematografici includono La notte in cui si spensero le luci in Georgia (1981), Il film pirata (1982) e la Congiunzione di due lune (1988). Dopo l'aggravarsi del suo disturbo bipolare, si ritira dalle scene alla fine degli anni '90.

## Riconoscimenti
- Young Hollywood Hall of Fame (1970's)

## Filmografia parziale

### Cinema
- La fine... della fine (The End), regia di Burt Reynolds (1978)
- Solo quando rido (Only When I Laugh), regia di Glenn Jordan (1981)
- La notte in cui si spensero le luci in Georgia (The Night the Lights Went Out in Georgia), regia di Ronald F. Maxwell (1981)
- Cane bianco (White Dog), regia di Samuel Fuller (1982)
- Il film pirata (The Pirate Movie), regia di Ken Annakin (1982)
- Così come eravamo (Just the Way You Are), regia di Édouard Molinaro (1984)
- Incubo d'amore (Dream Lover), regia di Alan J. Pakula (1986)
- Congiunzione di due lune (Two Moon Junction), regia di Zalman King (1988)
- Ritorno dal passato (The Forgotten One), regia di Phillip Badger (1989)

### Televisione
- Love, American Style – serie TV, episodio 5x08 (1973)
- Dove corri Joe? (Run, Joe, Run) – serie TV, episodio 1x07 (1974)
- ABC Afterschool Specials – serie TV, 3 episodi (1975-1977)
- Starsky & Hutch – serie TV, 3 episodi (1976-1978)
- Sara – serie TV, episodio 1x12 (1976)
- La donna bionica (The Bionic Woman) – serie TV, episodio 1x14 (1976)
- In casa Lawrence (Family) – serie TV, 86 episodi (1976-1980)
- Love Boat (The Love Boat) – serie TV, episodio 1x03 (1977)
- Per amore di Mary (Love, Mary), regia di Robert Day – film TV (1985)
- La signora in giallo (Murder, She Wrote) – serie TV, episodio 4x20 (1988)
- Il cane di papà (Empty Nest) – serie TV, 119 episodi (1988-1995)
- Cuori senza età (The Golden Girls) – serie TV, 2 episodi (1991-1992)